# 蝦籽
蝦籽，指各種甲殼類動物蝦的卵，經乾燥後製成之食品及調味品，含高蛋白質及虾青素。以廣東斗門出產者為上品，常用作拌麵。

## 菜色
- 蝦子拌麵
- 蝦子柚皮
- 虾籽海参
- 虾籽烧豆腐
- 虾籽馄饨
- 蝦子麵
- 蝦子豬

## 外部連結
- 虾籽的做法大全 （页面存档备份，存于）